# الاتحاد الدولي للمخترعين
الاتحاد الدولي المخترعين (بالإنجليزية: IFIA)‏ هي منظمة غير حكومية غير ربحية تأسست في لندن، في 11 يوليو 1968، من قبل جمعيات المخترعين في الدنمارك وفنلندا وألمانيا وبريطانيا والنرويج والسويد وسويسرا.

## تاريخ
تأسست المنظمة في عام 1968 في لندن بالتعاون مع ممثلي سبع دول أوروبية هي الدنمارك وفنلندا وألمانيا وبريطانيا والنرويج والسويد وسويسرا. تم تسجيل المنظمة كأحد شركاء مكتب جنيف الدولي للأمم المتحدة في جنيف. شعار المنظمة مسجل في المعهد الفيدرالي السويسري للملكية الفكرية. تضم المنظمة منظمات أعضاء في أكثر من 100 دولة، وحوالي 175 منظمة عضو في المجموع. لدى المنظمة جمعية عمومية، تضم لجنة تنفيذية وتنتخب رئيس الاتحاد. في عام 2018، أسست المنظمة مهرجان وادي السيليكون الدولي للاختراع.
يعتبر عالم البيولوجية العراقي حازم الدراجي العالم العربي الوحيد عضو في منظمة الاتحاد الدولي للمخترعين حصل على هذه العضوية لأول مرة في تاريخ العرب والعراق.

## أنشطة
تنظم المنظمة وتدعم نشر الكتب المرجعية والأدلة والاستطلاعات والدراسات والمؤتمرات والاتفاقيات والمسابقات والجوائز للاختراعات والمعارض التوضيحية المتعلقة بالمخترعين والاختراعات والخدمات الاستشارية. والتي تشمل منذ عام 2015 ميدالية أفضل اختراع، وميدالية السفير، والميدالية التذكارية. تضمنت الجوائز السابقة الميدالية الذهبية العالمية. وقد مُنحت الميدالية التذكارية لكل من إيفو يوسيبوفيام، ورئيس كرواتيا تيريزا ستانيك ريا، والمدير بالنيابة لمكتب الولايات المتحدة الأمريكية، بينوا باتيستيلي، ورئيس المكتب الأوروبي للبراءات ميكلوس بندزيل، والمدير العام المنظمة العالمية للملكية الفكرية فرانسيس غري، ونائب رئيس الوزراء التايلاندي براجين جونتونج.

## الرؤساء

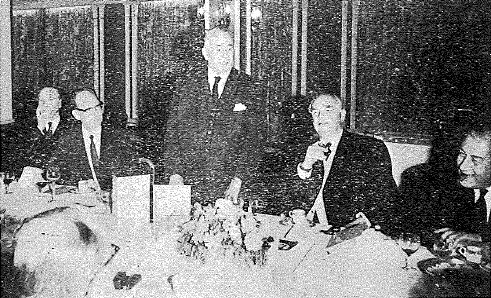
الرئيس الاول للاتحاد الدولي للمخترعين.

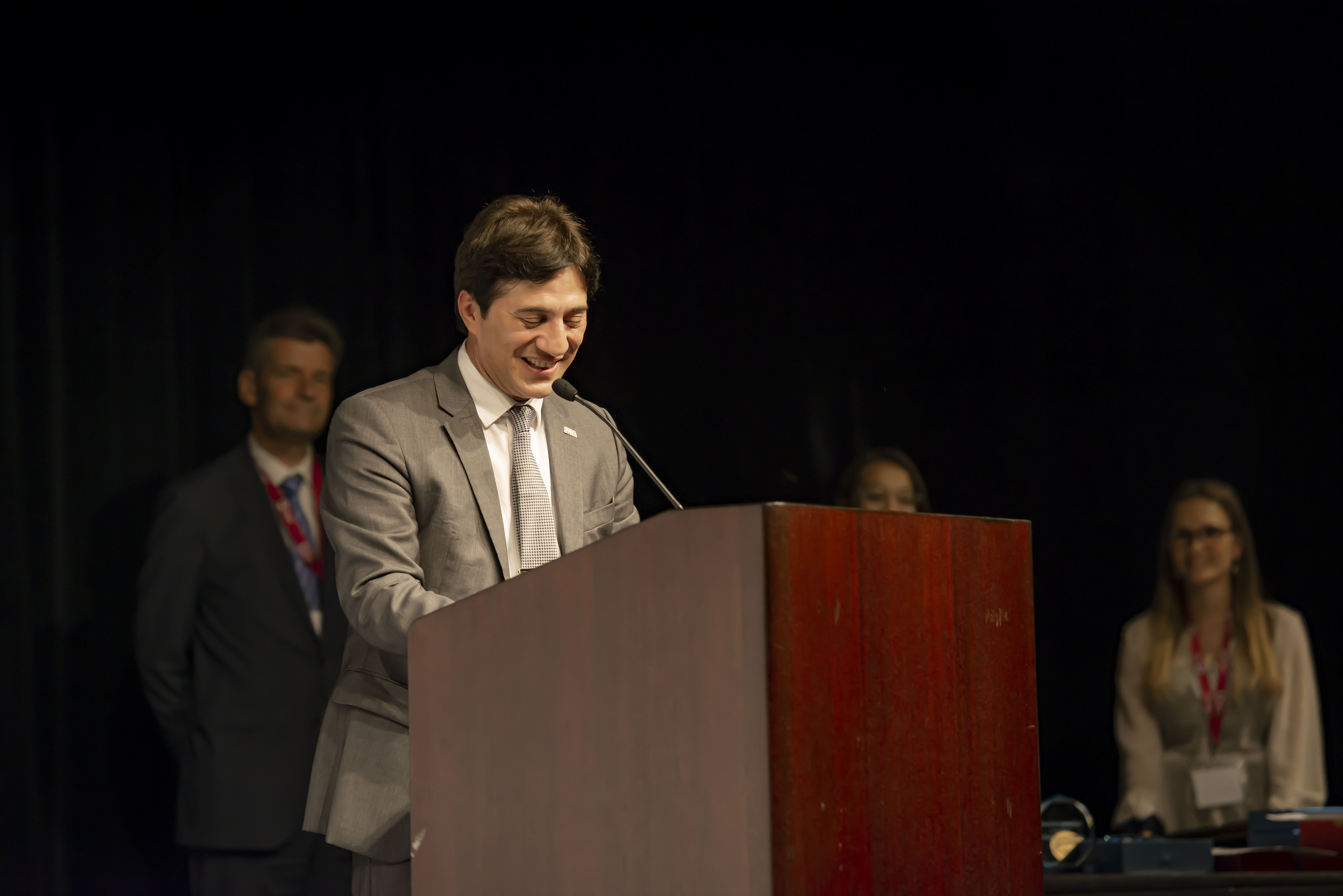
الرئيس الحالي للاتحاد الدولي للمخترعين.

يتم انتخاب الرئيس من قبل الجمعية العامة لمدة أربع سنوات (حتى الدورة العادية للجمعية العامة).
| الرؤساء                               | الرؤساء         | الرؤساء                              |
| الاسم                                 | الدولة          | الفترة                               |
| ------------------------------------- | --------------- | ------------------------------------ |
| Mr. A. W. Richardson                  | بريطانيا العظمى | 1968–1972                            |
| https://ifia.com/previous-presidents/ | السويد          | 1972–1976                            |
| Dr. Friedrich BURMESTER               | ألمانيا         | 1976–1980                            |
| Mr. Leif Gottfred Nordstrand          | النرويج         | 1980–1984                            |
| Mr. Bo-Goran Wallin                   | السويد          | 1984–1988                            |
| Mr. Clarence P. Feldmann              | سويسرا          | 1988–1992                            |
| الدكتور فرج موسى                      | سويسرا          | 1992–2004                            |
| السيد إدواردو روبيرتو فرنانديز        | الأرجنتين       | 2004–2006                            |
| الدكتور أندرياس فيدريس                | المجر           | 2006–2014                            |
| Alireza Rastegar                      | إيران           | 2014–حتى الأن (أعيد انتخابه في 2018) |